# El ritmo del garage
El ritmo del garage es el primer álbum de estudio del cantante español Loquillo junto a la banda Trogloditas, tras dar por finalizada su etapa junto a Los Intocables.
Fue publicado en 1983 por la compañía discográfica DRO-Tres Cipreses y en palabras del propio Loquillo constituye el punto de partida, el momento en que aterrizamos en Madrid, donde nos clasificaron de grupo de macarras con Rayban.
En este disco, Loquillo cambia de banda y a partir de ese momento serán Trogloditas los que lo acompañen. Los Trogloditas iniciales fueron los miembros de una banda de rock catalana llamada hasta entonces Perdidos en el espacio, que a instancias de Sabino Méndez (guitarrista y compositor de las letras de Loquillo hasta 1989) se unen al Loco para crear una de las formaciones de rock más importantes de la historia de España.
En el álbum hay canciones tan míticas e influyentes como Cadillac solitario, Pégate a mí o Quiero un camión, todas compuestas por Sabino Méndez y que aún hoy siguen formando parte del repertorio habitual de las actuaciones en directo de Loquillo.
En el año 2013 se editó la versión 30 aniversario, remasterizada, con versión en disco de vinilo, CD y DVD.

## Polémica
El tema que daba nombre al álbum, El ritmo del garage, estuvo envuelto de polémica muchos años después de su publicación, ya que fue cedido por el propio Sabino Méndez a la formación política Ciudadanos de Cataluña para que fuera la base del himno electoral en las campañas autonómicas y municipales de Cataluña en 2006 (la música era igual, la letra totalmente distinta). Loquillo, sin embargo, se sintió molesto por ello, pues no quería verse vinculado a ningún partido político.

## Lista de canciones
LP Original 1983
| #  | Título                                                  | Compositor(es)                  | Duración |
| -- | ------------------------------------------------------- | ------------------------------- | -------- |
| 1  | El ritmo del garage (con Alaska)                        | Sabino Méndez / José María Sanz | 4:55     |
| 2  | Rocker City                                             | Sabino Méndez / José María Sanz | 3:46     |
| 3  | Me convertí en un hombre lobo por culpa de los rebeldes | Sabino Méndez                   | 2:11     |
| 4  | Cadillac solitario                                      | Sabino Méndez                   | 3:36     |
| 5  | Pégate a mí                                             | Sabino Méndez                   | 3:16     |
| 6  | Un accidente de circulación                             | Sabino Méndez                   | 4:11     |
| 7  | María                                                   | Sabino Méndez                   | 2:01     |
| 8  | Tejanos rellenos                                        | Sabino Méndez                   | 2:41     |
| 9  | Quiero un camión (con Alaska)                           | Sabino Méndez                   | 2:31     |
| 10 | No surf                                                 | Sabino Méndez                   | 2:51     |
| 11 | Barcelona ciudad                                        | Sabino Méndez / José María Sanz | 3:31     |

Edición 30 Aniversario 2013
| #  | Título                                                  | Compositor(es)                  | Duración |
| -- | ------------------------------------------------------- | ------------------------------- | -------- |
| 1  | El ritmo del garage (con Alaska)                        | Sabino Méndez / José María Sanz | 4:55     |
| 2  | Rocker City                                             | Sabino Méndez / José María Sanz | 3:46     |
| 3  | Me convertí en un hombre lobo por culpa de los rebeldes | Sabino Méndez                   | 2:11     |
| 4  | Cadillac solitario                                      | Sabino Méndez                   | 3:36     |
| 5  | Pégate a mi                                             | Sabino Méndez                   | 3:16     |
| 6  | Un accidente de circulación                             | Sabino Méndez                   | 4:11     |
| 7  | María                                                   | Sabino Méndez                   | 2:01     |
| 8  | No bailes rock and roll en el Corte Inglés              | Sabino Méndez / José María Sanz | 3:20     |
| 9  | Pacífico                                                | Sabino Méndez                   | 2:55     |
| 10 | Tejanos rellenos                                        | Sabino Méndez                   | 2:41     |
| 11 | Quiero un camión (con Alaska)                           | Sabino Méndez                   | 2:31     |
| 12 | No surf                                                 | Sabino Méndez                   | 2:51     |
| 13 | Barcelona ciudad                                        | Sabino Méndez / José María Sanz | 3:31     |
| 14 | Todos los chicos en la playa hacen surf                 | Sabino Méndez                   | 3:42     |

## Personal
- Javier Julià: guitarras
- Ulises Montero Malone: saxo
- Alaska: voces
- Poch: coros
- Ana Curra: teclados
- Iñaki: coros
- Julián Siniestro: guitarra
- Luis Malone: coros
- Fernando Malone: coros